# Escola Secundária Sebastião da Gama
A Escola Secundária Sebastião da Gama é uma escola pública portuguesa do ensino secundário situada no centro da cidade de Setúbal.
Foi fundada com o nome de Escola de Desenho Industrial Princesa D. Amélia, no dia 1 de Outubro de 1888. Desde então mudou de nome e de instalações várias vezes, tendo em 1914 passado a leccionar também cursos comerciais. A designação de Escola Industrial e Comercial de Setúbal (que ainda hoje tende, junto da população da cidade, a sobrepor-se ao seu nome actual) é-lhe atribuída por um despacho oficial de 1947.
O actual edifício foi inaugurado a 8 de Maio de 1955, enquadra a sua arquitectura clássica na mentalidade e na filosofia do ensino da época, bem como a adequa ao público escolar e às funções educativas para que era concebida.
Em 1987 a designação oficial mudou para o actual nome de Escola Secundária de Sebastião da Gama, em homenagem ao seu antigo professor e ilustre poeta e pedagogo.
A 29 de Janeiro de 2011 foram inaugurados os edifícios modernizados da Escola Secundária de Sebastião da Gama, que estavam já em avançado estado de degradação, pois ao longo dos seus 57 anos de funcionamento nunca tinham sido alvo de uma intervenção profunda. A actual escola está apetrechada com as mais recentes tecnologias da informação, de acordo com o Plano Tecnológico. 
Para além dos edifícios existentes, foi construído um novo edifício, entre o ginásio e o edifício principal em que foram inseridos o bar, a papelaria/reprografia, uma sala polivalente, a biblioteca/centro de recursos, e ainda um campo de jogos descoberto. As antigas oficinas, que tinham máquinas de mecânica, que não eram utilizadas, foram transformadas num pavilhão gimno-desportivo. Para além de toda a remodelação estrutural do edifício a escola foi também equipada de novo (mesas, cadeiras, sofás, etc.), incluindo material específico (material desportivo, material laboratorial,etc.)  Esta intervenção foi levada a cabo ao abrigo do programa de Modernização das Escolas do Ensino Secundário da Parque Escolar.
A escola tem 1500 alunos, no regime diurno e nocturno.